# 魯賓山
73°25′S 65°40′E / 73.417°S 65.667°E
魯賓山（英語：Mount Rubin）是南極洲的山峰，位於毛德皇后地，屬於查爾斯王子山脈的一部分，處於坎普斯頓山西北面30公里，以美國的氣象學家命名。